# 國家女子冰球聯盟
超级冰球联合会（Premier Hockey Federation，缩写PHF），2021年前名國家女子冰球聯盟（National Women's Hockey League，缩写NWHL），是位于美国和加拿大的女子职业冰球联盟。聯盟於2015年成立時有四支球队 ，及後发展到七支球队。NWHL是第一个向球员支付薪金的女子职业冰球聯盟。 2023年，该联合会被财团收购并被解散，球员获得了遣散费和后续的一些健康福利。
伊莎貝爾盃是NWHL的冠军奖杯，在每年赛季结束时颁发给联盟季后赛冠军。 

## 球隊

### 現役球隊
| 球隊                               | 城市                 | 主場館               | 錦標 | 加入   | 合作球隊          |
| ---------------------------------- | -------------------- | -------------------- | ---- | ------ | ----------------- |
| 波士頓驕傲 Boston Pride            | 馬薩諸塞州波士頓     | 勇士冰球館           | 3    | 2015年 | 波士頓棕熊( NHL ) |
| 水牛城美人 Buffalo Beauts          | 紐約州阿默斯特       | 北鎮中心             | 1    | 2015年 | 布法罗军刀（NHL） |
| 康涅狄格鯨魚 Connecticut Whale     | 康涅狄格州西姆斯伯里 | 康涅狄格國際溜冰中心 | 0    | 2015年 |                   |
| 大都會铆钉工 Metropolitan Riveters | 新澤西州東盧瑟福     | 美國夢購物中心溜冰場 | 1    | 2015年 | 新澤西魔鬼        |
| 明尼蘇達白浪 Minnesota Whitecaps   | 明尼蘇達州里奇菲爾德 | 里奇菲爾德冰球館     | 1    | 2018年 | 明尼蘇達荒野(NHL) |
| 蒙特利尔力量 Montreal Force        | 魁北克省蒙特利尔     |                      | 0    | 2022   |                   |
| 多倫多六鎮 Toronto Six             | 安大略省多倫多       | 約克冰球館           | 1    | 2020年 |                   |

## 伊莎貝爾盃

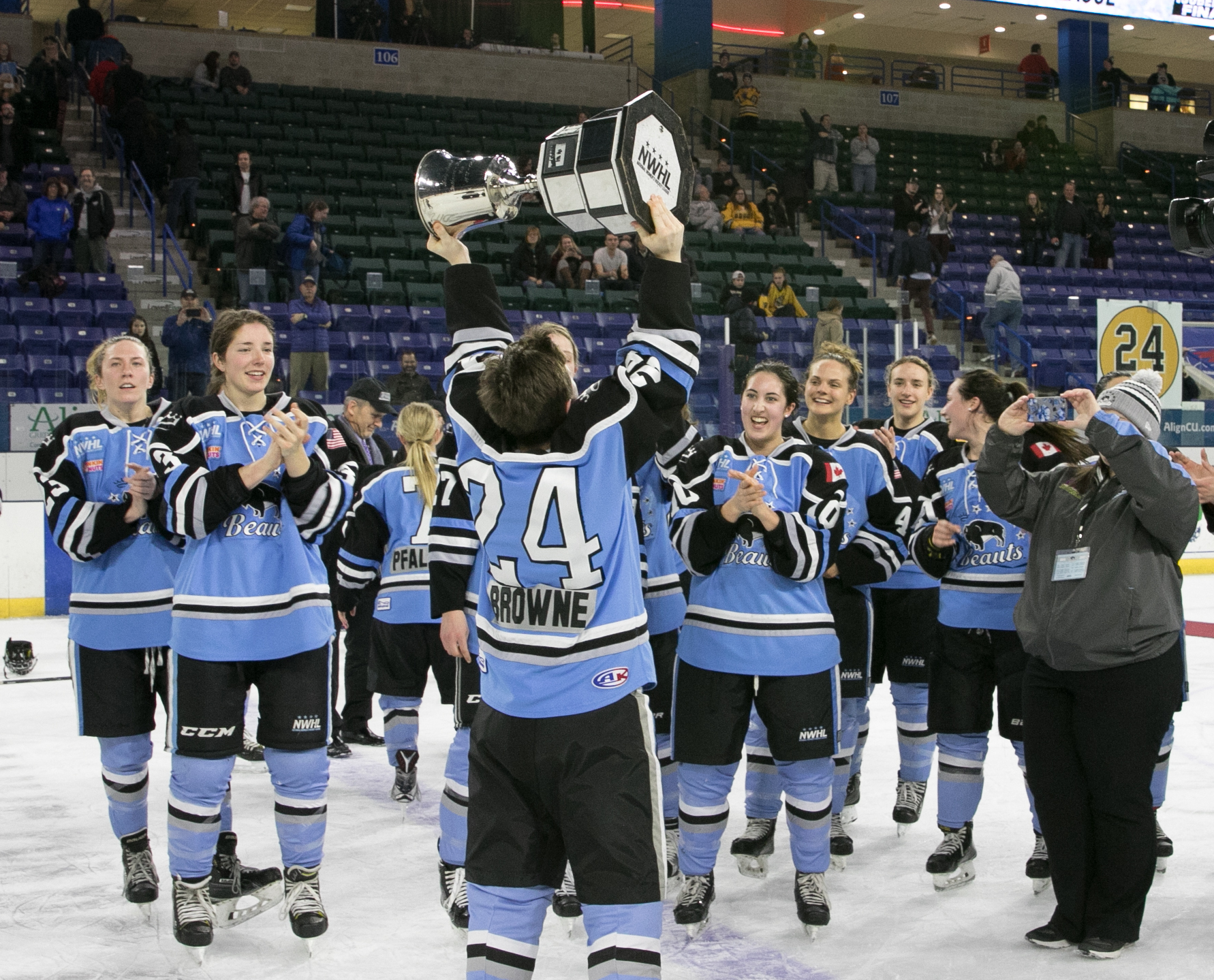
水牛城美人的哈里森·布朗（Harrison Browne）在2017年奪得錦標後舉起伊莎貝爾盃。

伊莎貝爾盃是联盟的冠军奖杯，在每年赛季结束时颁发给联盟季后赛冠军。它以与史丹尼盃同名的弗雷德里克·斯坦利（Frederick Stanley）的女儿伊莎贝尔·加索恩·哈迪（Isobel Gathorne-Hardy）命名。 波士頓驕傲在2016年赢得了首届聯賽冠军。在伊莎貝爾盃決賽中出場最多的球隊是水牛城美人，由2016至2019年連續四屆爭冠，並在2017年获胜。

## 外部連結
- 官方网站